# 張勉
張 勉（チャン・ミョン、1899年（光武3年）8月28日 - 1966年6月4日）は、大韓民国の政治家、外交官。英語名：ジョン・ミョン・チャン（John Myeon Chang）。ソウル鍾路積善洞出身。本貫は仁同張氏（玉山張氏）。号は雲石（ウンソク、운석）。カトリック教徒で洗礼名はヨハネ。日本統治時代には、創氏改名により玉岡勉（たまおか・つとむ）と名乗っていたこともある。
国務総理（第2代、7代）、副大統領（第4代）を歴任。1948年の国際連合総会では、新生大韓民国単独政府承認を求め、初代駐米韓国大使の時には、朝鮮戦争の際に「アメリカと国連が韓国の自由を守ってくれ」と懇願して派兵を実現させた。

## 経歴・人物
父・張箕彬（チャン・ギビン）の仕事（仁川海関＝現在の税関＝）のため、仁川で幼少期を過ごす。弟の張勃（チャン・バル）はソウル大学校初代美術大学学長、張勀（チャン・グク）は航空工学学者であり、インテリの家系である。また、妹のアグネタ張貞温は平壌の修道院の院長修道女であったが、朝鮮戦争中に平壌付近で殉教した（2023年現在は列福対象者）。
張勉はアメリカのマンハッタン・カトリック大学で留学した後、教育界とカトリック界で活動していた。
生物学者の張震、カトリック聖職者の張益は息子。

### 外交官として
1945年、日本の敗戦による解放を迎えると、カトリック勢力の代弁者として後押しされ政界入りを決意した。カトリック信者及び当時カトリック系マスコミであった京郷新聞グループの全面的な支援を受けて、1948年の「5.10選挙」で制憲議会議員に選出された。その後、卓越した英語力などを買われて外交官に転身した。同年12月パリで行われた第3回国連総会に韓国代表団首席として参加、朝鮮半島における唯一の合法政府としての承認を取り付けた。
その後も張勉は李承晩大統領に重用され、韓国の外交活動に投入された。1949年には初代駐米大使として任命を受け、朝鮮戦争勃発時には国連での韓国承認及び国連軍派兵などその後対応に大きな影響力を与えた。アメリカ側も張の国際感覚を高く評価し、当時の駐韓米国大使が次期大統領に張勉を望む公電を打つなど、米韓関係においても重要な人物であった。しかし、持病の肝炎発病のため米軍病院に入院し、1955年まで政治活動は停止することになる。

### 政界進出

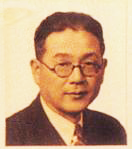
張勉

1955年、反李承晩勢力として民主党が旗揚げしたが、ここに張勉も加わり再び政治活動を再開した。1956年の大統領選挙では民主党副大統領（韓国では「副統領」と呼ぶ）候補として立候補したが、同党大統領候補の申翼煕は遊説中、急逝してしまった。そのため大統領は与党自由党の李となるものの、正・副大統領は別々に選ばれる仕組みだったため、副大統領選挙では民主党の張勉に票が集まり約20万票差で当選した。これによって、大統領と副大統領のポストを与党・野党双方が分けて占めるという、ねじれ現象がおきた。ただし、張勉が副大統領に就任しても強大な権力を持つ李に比べて権力らしい権力を振るう機会はなく、幽閉されているのに近い状態に陥っただけであった。

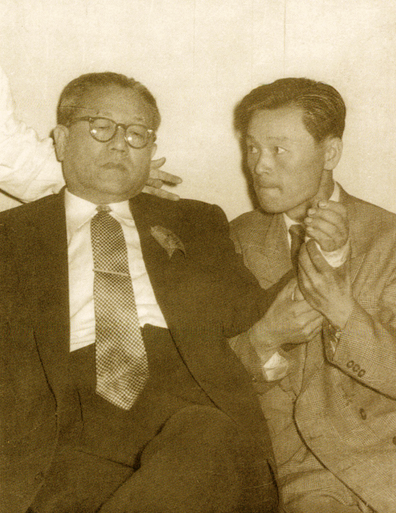
狙撃事件の直後

また同年9月には張勉排除を狙った狙撃事件（張勉副大統領暗殺未遂事件）も発生し、自由党から常に警戒され続けた。1957年にシートン・ホール大学で法学博士号を取得した。
しかしながら、長年にわたり独裁政権を維持し、加えて大規模な不正選挙を重ねてきた李承晩政権への国民の怒りは1960年に最高潮に達し、1960年の大統領選挙の政府・与党の不正選挙に怒った学生・市民らが起した四月革命により李承晩政権は崩壊し、与党副大統領候補の李起鵬一家は一家心中、李承晩はハワイに亡命した。
その後、韓国は初の議院内閣制（第2共和国）に移行し、張勉は首相に就任した。この時の大統領は尹潽善であるが、第2共和国における議院内閣制下では韓国の歴代政権と違い、首相に権力があった。尹潽善がプロテスタントであったのに対し、張勉はカトリック信者として金大中の代父を務め、金との関係も深い。

### 国務総理就任そして政界引退

1961年5月18日、張勉内閣は閣議を開き総辞職した。総辞職後、私邸に向かう張勉（写真左）。

第2共和国における実質的な権力者として国務総理に就任した張勉であるが、与党である民主党内部の新派・旧派による内紛で政権基盤の弱体化が激しく、政局の安定化に失敗した。
四月革命によって李承晩大統領が失脚した後、朝鮮民主主義人民共和国の金日成首相は大韓民国に対して、1960年8月14日の解放15周年慶祝大会にて平和統一の観点より「連邦制統一案」を提唱、南北両政府の代表による「最高民族委員会」を樹立することを提唱したが、張勉首相はこの交渉には応じなかった
そして政権による軍部統制の失敗 から、就任翌年の1961年5月16日、朴正煕を中心とする軍人による軍事クーデター（5・16軍事クーデター）が発生した。このクーデターにより、北側からの南北統一案は流れてしまった。同月18日、張勉内閣は戒厳令を承認し、総辞職した。
1962年3月16日、国家再建最高会議が政治活動浄化法を制定。これにより政治活動を禁止され、5年後の1966年6月4日に肝炎により死去した。

## 政治家としての評価
張勉に対する評価は韓国ではいまだに低い。たとえば、クーデター発生時にも一国の指導者にもかかわらず一時期姿を見せず、ソウル市内の女子修道院に身を隠していたことや、国政責任者として反乱軍を鎮圧しなかったことなどが批判されている。ただし、修道院に身を隠していたという件については、いまだに真相は解明されていない。また、反乱軍鎮圧についても、一説ではアメリカによるクーデター軍鎮圧を待っていたという説もある。クーデター軍鎮圧を主張する在韓大使館と内政不介入とするホワイトハウスとの思惑の差がクーデターを成功に導いたとの分析もある。
しかし、李承晩政権下で暗礁に乗り上げていた日韓国交正常化交渉を本格的に再開させたり、韓国独自の経済開発計画のプラン作りに着手したりしたことに対して評価する立場もある。朴正煕政権の初期の経済開発計画は張勉政権下の計画をそのまま転用したものであるとも言われている。

## 死亡後
遺体は京畿道抱川郡の天主教惠華公園に埋葬された。1999年8月、金大中大統領によって追贈の大韓民国建国功労勲章大韓民国章（勲一等）が授与された。

## 著書
- 自叙伝, 한알의 밀이 죽지 않고는

## 関連人物
- 金九
- 盧基南
- 尹致暎
- 金性洙
- 許政
- 張俊河
- 金奎植